# Еміль Сарторіус
Еміль Сарторіус (фр. Émile Sartorius, 11 вересня 1883, Рубе — 31 жовтня 1933, Рубе) — французький футболіст, що грав на позиції правого крайнього нападника за клуб «Рубе» та національну збірну Франції.

## Клубна кар'єра
На клубному рівні протягом років грав за «Рубе», у складі якого п'ять разів, у 1902, 1903, 1904, 1906 і 1908 роках, ставав переможцем Чемпіонату Франції з футболу (USFSA), історично першої футбольної першості країни.

## Виступи за збірну
1906 року дебютував в офіційних матчах у складі національної збірної Франції.
У складі збірної був учасником футбольного турніру на Олімпійських іграх 1908 року у Лондоні.
Загалом протягом трирічної кар'єри в національній команді провів у її формі 5 матчів, забивши 2 голи.
Помер 31 жовтня 1933 року на 51-му році життя в рідному Рубе.